# Fundició Dúctil Benito
Fundició Dúctil Benito, actualment comercialitzada amb el nom de Benito Urban és una empresa catalana especialitzada en la construcció de mobiliari urbà, tapes i reixes de fosa, jocs infantils i enllumenat públic.

## Història
Va ser fundada per l'empresari Jaume Benito Bonells i la va especialitzar en la producció i comercialització de tapes de clavegueram. Més endavant, Joaquim Carandell i la seva dona Mireia Valldeorila van adquirir l'empresa i progressivament van ampliar la gamma de productes fins a produir tota mena de mobiliari urbà. El 2005 va traslladar la seva fàbrica a Sant Bartomeu del Grau, en un espai històricament ocupat per l'empresa Hilados y Tejidos Puigneró. El 2011 l'empresa va incorporar capital belga, quan es va incorporar la firma de capital de risc Ergon Capital Partners, dins de l'accionariat. L'operació va ser finançada per La Caixa, BBVA i UBI International. En aquell moment l'empresa facturava uns 70 milions d'euros anuals, 14 dels quals provinents del seu negoci internacional. El mateix any Carandell deixaria de ser president de l'empresa, sent substituït per Mario Armero. L'empresa va canviar de marca comercial passant-se a dir Benito Urban. El 2018 Joaquim Carandell mitjançant la seva participació a Ona Capital adquireix de nou el 100% del capital de Benito Urban que tenia la firma Ergon Capital Partners.